# Dighton Rock

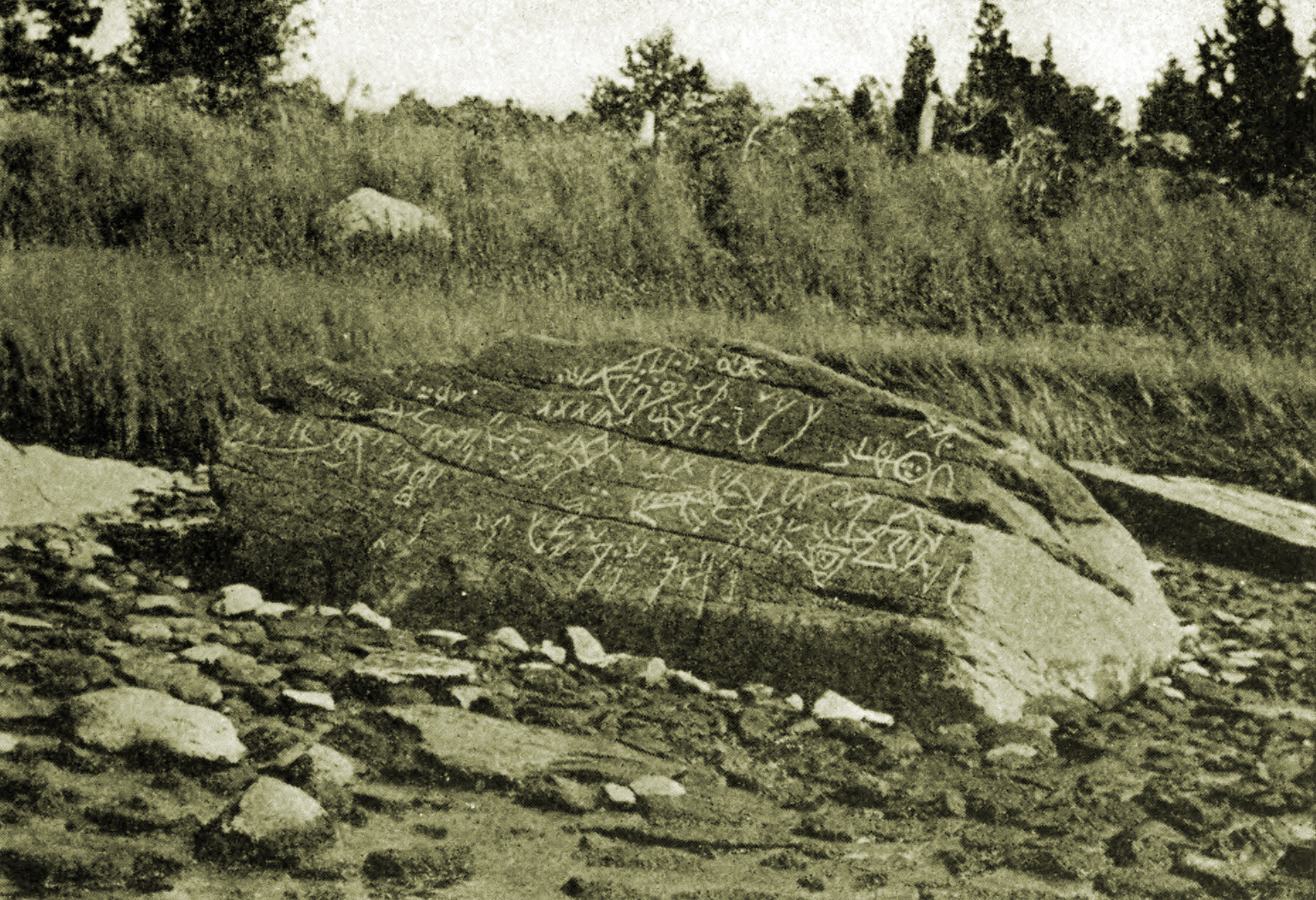
Der Dighton Rock 1893 am ursprünglichen Standort

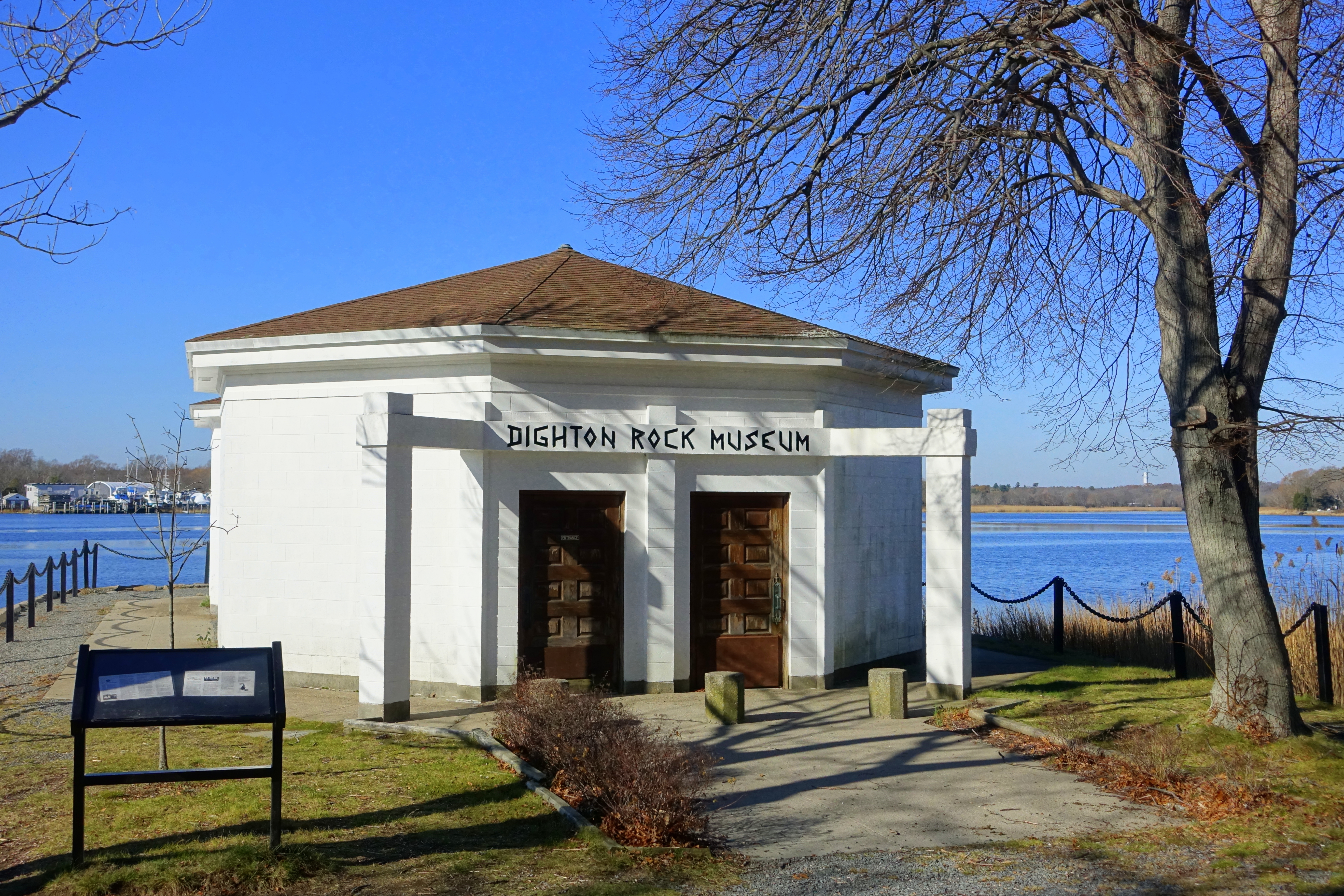
Dighton Rock Museum

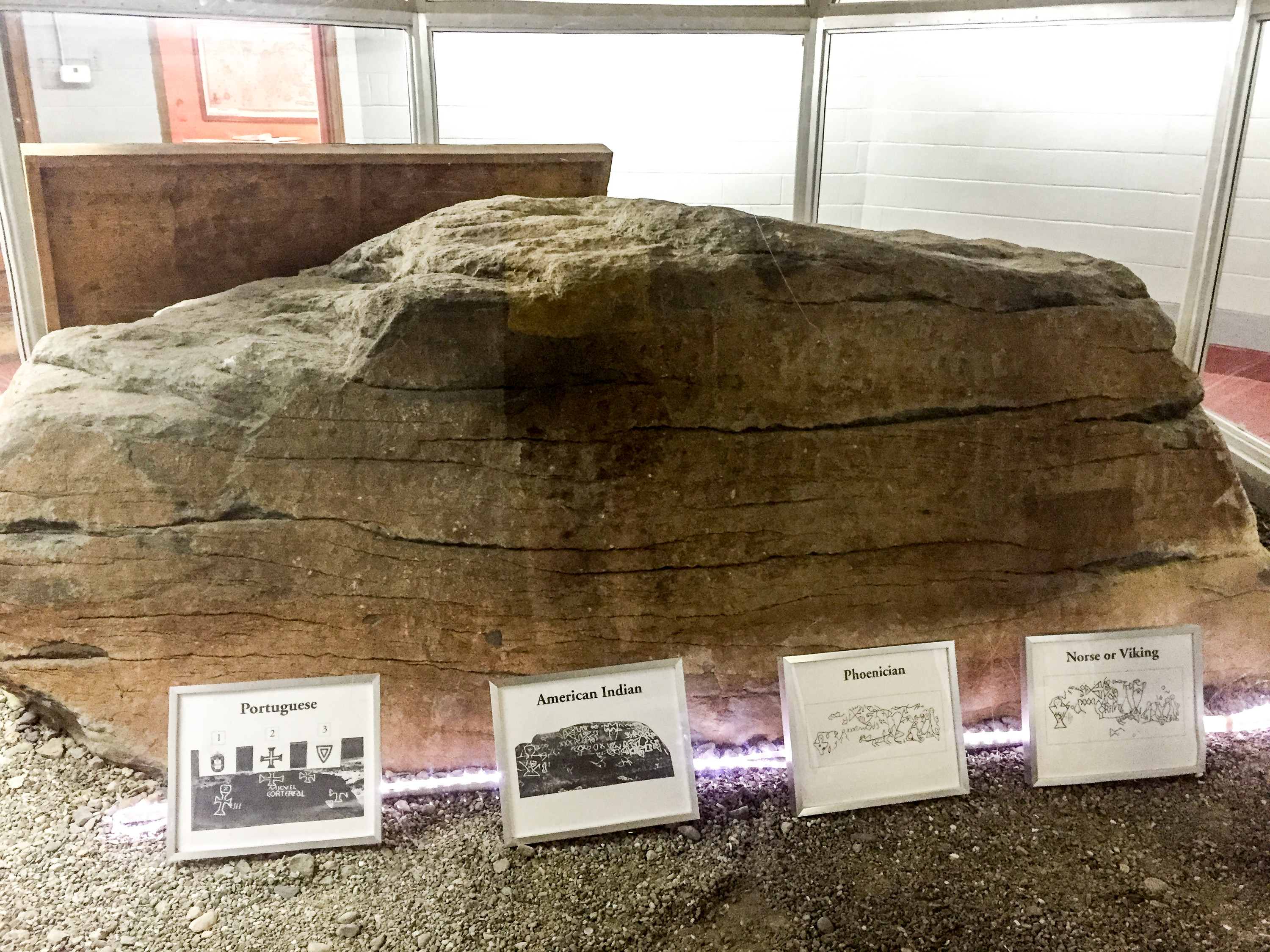
Der Dighton Rock, Zustand heute

Der Dighton Rock (anderer Name: Assonet Rock) ist ein Monolith, der ursprünglich im Flussbett des Taunton River in der Nähe der Kleinstadt Berkley im US-Bundesstaat Massachusetts lag. Die Region heißt „Assonet Neck“, eine zwischen dem Taunton River und dem Assonet River liegende Landspitze. Seine Nordwestseite ist über und über mit rätselhaften Petroglyphen bedeckt, überwiegend sind es Linien, geometrische Symbole, grobe Zeichnungen menschlicher oder menschenähnlicher Figuren und geheimnisvolle Schriftzeichen, deren Alter nicht bekannt ist und die bislang nicht entschlüsselt sind.

## Beschreibung
Der Dighton Rock ist etwa 1,5 m hoch, 2,9 m breit, 3,4 m lang und ungefähr 40 Tonnen schwer. Er besteht aus einer graubraunen Grauwacke mittlerer Körnung.
Der Fels lag früher, mit der Schriftseite vom Ufer abgewandt, im Tidenbereich des Flusses, Ebbe und Flut ausgesetzt, und nur bei starkem Niedrigwasser lag er völlig frei. In der unmittelbaren Nachbarschaft lagen weitere Steine unterschiedlicher Größe.
Die Petroglyphen befinden sich auf der (ursprünglichen) Nordwestseite und sind mit einem scharfen Werkzeug eingeritzt, ob aus Metall oder einem harten Stein, ist nicht festgestellt. Sie sind unterschiedlich tief graviert, die am besten erkennbaren zwischen 2 und 3 Millimeter, nur an wenigen Stellen sind sie 5 Millimeter tief. Da sie unterschiedlich tief eingeschnitten sind, lassen sich manche Symbole nur schwer von natürlichen Verwitterungsspuren unterscheiden.:14 f.

## Entdeckung und Erforschung
Ob der Dighton Rock bereits den allerersten Neuengland-Kolonisten bekannt war, ist nicht belegt, aber sehr wahrscheinlich, da es sich um ein auffälliges Landschaftsmerkmal handelt. Der Erste, der den Dighton Rock erforschte, war angeblich ein „Dr. John Danford“. Im Oktober 1680 spazierte er am Ufer des Flusses Taunton entlang und entdeckte den mit Inschriften bedeckten Stein im Flussbett. Er fertigte eine Kurzbeschreibung sowie eine Zeichnung der darauf sichtbaren Symbole an, die er der Royal Society in London übermittelte. Die Zeichnung, die sich heute im British Museum befindet, zeigt nur den oberen Teil der Inschrift, wahrscheinlich weil der Rest im 17. Jahrhundert von Wasser bedeckt war. Der angefügte Text von Danforth lautet wie folgt:

„Die oberste von … Gravuren eines Felsens im … Fluss Assoonet, sechs Meilen unterhalb von Tanton in Neuengland. Irgendwann aufgenommen im Oktober 1680 von John Danforth. Es wird von einer Legende der alten Indianer berichtet, …  kam ein Holzhaus, (mit Männern aus einem fremden Land darin) das den Fluss Assoonet hinauf schwamm, … kämpften … Indianer und erschlugen … den Saunchem [damit ist wohl der Sachem gemeint]. Einige behaupten, die Zahlen seien hieroglyphisch. Die erste [ist eine] Figur, die ein Schiff ohne Masten darstellt oder ein Wrack, das auf die Sandbänke geworfen wurde. Die zweite repräsentiert eine Landzunge, möglicherweise ein Kap mit einer Halbinsel. Somit einen Golf.“

Ein „Dr. John Danfort“ ist zu dieser Zeit in Neu England nicht dokumentarisch belegt, sehr wohl aber ein Samuel Danforth, Prediger, Dichter und Astronom, Mitarbeiter von John Eliot, der auch als „Apostel der Indianer“ bekannt wurde. Danforth interessierte sich sehr für die Belange der Urbevölkerung und verfasste ein Wörterbuch der indigenen Sprache. Er hielt die amerikanischen Ureinwohner für die Schöpfer des Dighton Rock. Samuel Danforth und/oder sein Bruder John, ebenfalls ein Geistlicher, könnten durchaus als Verfasser des Briefes infrage kommen.:29
Der Theologe Cotton Mather erwähnt die Inschrift auf dem Dighton Rock in wenigen Sätzen in einem frommen Traktat (The Epistle Dedicatory) für den britischen Politiker Sir Henry Ashurst (um 1670–1732). Er schreibt sie den „Indian People“ zu. Die Abbildung, die er seinem Text beifügt, ist offensichtlich eine ungenaue Kopie der Zeichnung von Danforth. Mather hat wahrscheinlich den Dighton Rock nie gesehen.
Die ersten detaillierten Informationen über den Dighton Rock verdanken wir Isaac Greenwood (1702–1745), Professor für Mathematik am Harvard College. Er besuchte im September 1730 den Fels auf Anregung von Mr. John Eames von der Royal Society, mit dem er eine rege Korrespondenz unterhielt, und kopierte die Inschrift. Greenwood beschreibt in seinem Brief den Stein recht genau und versucht sich auch an einer Interpretation der Symbole. Er bezweifelte, dass die Eingeborenen in der Lage waren, solche Petroglyphen herzustellen, da es ihnen an den nötigen Werkzeugen fehlte und sie eine „Nation [sind], die zu müßig und unentschlossen für eine solche Arbeit war“.:42 f.
Der amerikanische Ethnologe Henry Rowe Schoolcraft, Superintendent of Indian Affairs for the Michigan Territory, besuchte den Dighton Rock 1849. Er war zur damaligen Zeit wohl der erfahrenste Experte in der Deutung der mündlich überlieferten Traditionen, der Religion und der Symbolik der amerikanischen Ureinwohner. Schoolcraft nahm mit Häuptling Shingwauk (1773–1854), einem prominenten politischen und geistigen Führer der Ojibwa, Kontakt auf und sandte ihm eine Kopie der Inschrift auf dem Dighton Rock. Shingwauk war der Überzeugung, dass die Piktogramme dem Schriftkanon der amerikanischen Urbevölkerung zuzuordnen waren. Schoolcraft hat Shingwauks Interpretation 1859 veröffentlicht.

## Urheber der Dighton-Rock-Inschrift
Die Mehrheit der frühen europäischen Forscher hat die Urheber der Petroglyphen des Dighton Rock in den amerikanischen Ureinwohnern gesehen, die, obwohl sie keine Schrift im eigentlichen Sinne entwickelt hatten, über eine reichhaltige Symbolik verfügten.
Die eher abwegigen Spekulationen sind zahlreich, sie reichen von einem Prinzen von Atlantis um 1800 v. Chr. über Seefahrer aus Tyros im zweiten Monat des zehnten Jahres der Regentschaft von König Salomo bis zu den alten Ägyptern.
Andere Theorien aus neuerer Zeit, die eher einer näheren Betrachtung wert sind, stellen oft eine Verbindung zwischen dem Newport Tower und dem Dighton Rock her und setzen voraus, dass Seefahrer bereits vor der Fahrt des Christoph Kolumbus den amerikanischen Kontinent entdeckt hatten.

### Phönizier
Ezra Stiles (1727–1795), Präsident des Yale College von 1748 bis 1795, nahm an, die Phönizier, ein Seefahrervolk vor unserer Zeitrechnung, hätten bereits Jahrhunderte vor der Reise des Christoph Kolumbus den amerikanischen Kontinent erreicht und dort Siedlungen errichtet. Er führte als Beweis den Dighton Rock an, auf dem punische Inschriften zu sehen seien und beruft sich dabei auf Antoine Court de Gébelin von der Académie française. Gebelin hatte Amerika niemals besucht, sondern eine 1768 von Harvard-Professor Stephen Sewall gefertigte Zeichnung der Petroglyphen erhalten.

„… ganz zu schweigen von dem Besuch der noch älteren Phönizier, die den Dighton Rock und andere Felsen in der Narragansett Bay mit punischen Inschriften versahen, die bis heute erhalten sind. Letzteres habe ich selbst wiederholt gesehen und auch freihändig abgenommen, ebenso wie Professor Sewall. Er hat kürzlich eine Abschrift dieser Inschrift an M. Gebelin von der Pariser Akademie der Wissenschaften übermittelt, der sie mit der punischen Paläografie verglichen und als punisch beurteilt hat und daraus interpretiert, dass die alten Karthager diese fernen Gegenden einst besuchten.“

Für den Theologen Stiles, einen strenggläubiger Kongretionalisten, war es bewiesen, dass Japhetiten, Angehörige eines indogermanischen Volkes, die aus Vorderasien geflohen waren, sich auf dem neuen Kontinent angesiedelt und mit den dort lebenden Völkern vermischt hatten. Die Zeichen auf dem Dighton Rock seien Nachahmungsversuche der Schrift ihrer Vorfahren, der Phönizier.:40

### Wikinger
Der dänische Archäologe und Philologe Carl Christian Rafn äußerte in seinem 1837 herausgegebenen Buch Antiquitates Americanæ, in dem erstmals die Entdeckung Amerikas unter Führung von Leif Eriksson dargelegt wurde, die Vermutung, dass sowohl der Newport Tower als auch der Dighton Rock von Wikingern als Landmarke errichtet worden seien. In Rafns Antiquitates Americanæ ist ein Exzerpt in lateinischer Sprache von Finnur Magnússon über den Dighton Rock enthalten (Seite 377 bis 397). Magnússon will in der Inschrift den Namen THORFINN, den Buchstaben Þ (Th) in Runenschrift sowie CXXXI in lateinischen Ziffern erkannt haben. Mit viel Phantasie übersetzt er daraus, dass „Thorfinn und 131 Begleiter von diesem Land Besitz ergriffen haben“. Rafn glaubte, Thorfinn Karlsefni habe in der Mount Hope Bay an der Mündung des Taunton River überwintert und die Schrift auf dem Stein als Zeichen seiner Anwesenheit hinterlassen.
Rafns Theorie, Skandinavier seien die Erbauer des Newport Tower, trifft mit hoher Wahrscheinlichkeit nicht zu. Außerdem hat die Inschrift des Dighton Rock keine über Zufälligkeiten hinausgehende Ähnlichkeit mit Runen. Wie Edmund B. Delabarre herausfand, hatte Rafn die in seinem Buch abgebildete Zeichnung des Dighton Rock ergänzt, um seine Theorie zu stützen.

„Auf der Zeichnung, wie er sie präsentierte, versuchte Rafn seine eigenen Ergänzungen zu kennzeichnen, indem er sie mit schattierten Linien zeichnet. Leider sind die Schattierungen nicht sehr deutlich, und sind leicht zu übersehen.“

Magnússon hatte sich bereits 1833 einen kapitalen Fehler geleistet, als er im Runamo-Stein, einem Dolerit-Dyke bei Blekinge in Südschweden, eine Runeninschrift erkannte, die sich jedoch als eine zufällige Ansammlung natürlicher Risse im Fels herausstellte.

### Portugiesen
Der Psychologe Edmund Burke Delabarre von der Brown University in Providence (Rhode Island) erwarb 1912 ein Sommerhaus am Taunton River und verbrachte mehrere Jahre mit dem Studium des Dighton Rock und seiner Historie. Sein reichlich illustriertes Buch von 1928, in dem er seine Erkenntnisse veröffentlichte, ist in wesentlichen Teilen ein heute noch gültiges Grundlagenwerk. Nachdem er zunächst die Urheber der Inschrift in den an der Ostküste der USA ansässigen Stämmen gesehen hatte, änderte er später seine Meinung:

„Man kann sich mein Erstaunen gut vorstellen, als ich das Foto zum hundertsten Mal betrachtete … Ich sah darin klar und unverkennbar das Datum 1511. Niemand hatte es je zuvor gesehen, weder auf dem Felsen noch auf einem Foto, doch einmal erkannt, kann seine echte Präsenz auf dem Felsen nicht mehr angezweifelt werden.“

Nach weiteren Studien glaubte Delabarre die Quinas im Wappen des Königreichs Portugal und die folgenden eingravierten Buchstaben eines lateinischen Satzes zusammen mit dem Datum 1511 erkennen zu können:
MIGUEL CORTEREAL V. DEI HIC DUX IND.
(MIGUEL CORTEREAL V[oluntate] DEI HIC DUX IND[iorum])
(Miguel Cortereal, durch den Willen Gottes, hier Anführer der Indianer)
Im Jahr 1501 segelte der Portugiese Gaspar Corte-Real mit drei Schiffen zum amerikanischen Kontinent und anschließend entlang der Küste von Labrador, Neufundland und Nova Scotia. Während zwei der Schiffe die Rückreise antraten, fuhr Gaspar Corte Real südwärts, um die Ostküste Nordamerikas weiter zu erkunden. Er blieb verschollen und es ist nicht bekannt, wie weit südlich er gekommen ist.
Im folgenden Jahr segelte sein Bruder Miguel Corte-Real mit zwei Schiffen auf der Suche nach dem Vermissten von Portugal ab. Die Schiffe erreichten Neufundland im Frühsommer 1502. Sie trennten sich, um die Suche fortzusetzen und vereinbarten, sich am 20. August wieder zu treffen. Als Miguel Corte-Real nicht zur festgesetzten Zeit am Treffpunkt erschien, trat die verbliebene Karavelle die Heimreise an. Es gibt keine Hinweise auf den Verbleib von Corte-Real. Edmund Delabarre glaubte, Miguel Corte-Real sei bis zur Mount Hope Bay an der Mündung des Taunton River gelangt, aber sein Schiff sei havariert. Er habe sich bei dem ansässigen Stamm der Ureinwohner aufgehalten und stets nach Rettung Ausschau gehalten. 1511, als es keine Hoffnung auf Rettung mehr gab, ritzte er die Botschaft in den Fels, als Zeichen seiner Anwesenheit und Vermächtnis für künftige Generationen.:91 f.
Diese Version ist in Portugal und unter den portugiesischen Einwanderern in den USA weitgehend akzeptiert, wird in der seriösen Wissenschaft jedoch heute kritisch gesehen. Auch aus Danforth’s Text (siehe obiges Kapitel: Entdeckung und Erforschung) könnte man schlussfolgern, dass die Ureinwohner die Ankunft von Miguel Cortereal aus ihrer Sicht beschreiben. Dafür gibt es jedoch keinen Beweis. Danforth’s „Übersetzung“ der Inschrift ist reine Phantasie.

### Chinesen
Eine Theorie neueren Datums hat der britische Schriftsteller und ehemalige U-Boot-Kapitän Gavin Menzies in seinem Buch 1421 – Als China die Welt entdeckte veröffentlicht. Er behauptet, eine kaiserlich chinesische Flotte unter Admiral Zheng He habe Amerika bereits vor Christoph Kolumbus entdeckt und Siedlungen in der Gegend des heutigen Boston und New York gegründet. Angeblich habe Giovanni da Verrazzano bei seiner ersten Reise 1524 chinesische Siedler in der Narragansett Bay angetroffen.
Die Petroglyphen auf dem Dighton Rock, den Admiral Zeng He errichtet haben soll, identifiziert Menzies unter Berufung auf George Berkeley als mongolische Schriftzeichen. Der anglikanische Theologe und Philosoph (später Bischof von Cloyne) George Berkeley, nach dem die Stadt Berkeley benannt ist, besaß von 1729 bis 1731 eine Farm in Middletown (Rhode Island) nahe Newport. Als er den Stein besichtigte, glaubte er, in den Petroglyphen die mongolische Schrift erkennen zu können.:38

### Wieder die amerikanischen Ureinwohner
Die Felszeichnungen auf dem Dighton Rock sind nicht einzigartig. Es gibt auf dem nordamerikanischen Kontinent zahlreiche vergleichbare Ausdrucksformen, in Neuengland zum Beispiel in Bellows Falls in Vermont, die Lakeville-Petroglyphen in Maine oder den Phaeton Rock von Lynn.
Neuere Forschungen benennen wieder die amerikanischen Ureinwohner als Schöpfer des Dighton Rock. Der Archäologe Edward J. Lenik, spezialisiert auf Petroglyphen in Nordamerika, bestreitet, dass die an der US-Ostküste gefundenen gravierten Steine und Felsbrocken von Europäern (Wikinger oder Portugiesen als einzige ernstzunehmende Möglichkeit) stammen. Er erkannte Analogien zwischen den anthropomorphen Symbolen der Felszeichnungen und anderen Ausdrucksformen der Kunst der Ureinwohner in Neuengland und Virginia, zum Beispiel Amuletten und Skulpturen. Die wahrscheinlichste Interpretation, glaubt Lenik, fände sich in der Verbindung mit schamanischen Riten und der Vorstellung von Seelenwanderungen im Algonkin- und irokesischen Sprachraum sowie im Umgang mit übernatürlichen Wesen. Die eher grafischen Symbole deutet er als Zählzeichen und andere mnemotechnische Hilfen. Die Ältesten der Wampanoag, die Lenik befragt hat, benennen ihre Vorfahren als die Schöpfer des Dighton Rock und bezeichnen die Symbole, einer mündlichen Überlieferung des Stammes zufolge, als visuelle Hilfen bei Prophezeiungen.:49-50

## Fazit
Die Symbole auf dem Dighton Rock sind bis heute nicht entschlüsselt, ihr Alter ist nicht bekannt, und sie lassen sich keiner bekannten Schrift zuordnen. Ob alle Zeichen gleich alt sind oder ob kontinuierlich Ergänzungen vorgenommen wurden, ist ebenfalls nicht bekannt. Henry Rowe Schoolcraft, der den Ursprung des Steines den amerikanischen Ureinwohnern zuschreibt, meint, dass verschiedene Stämme (zum Beispiel die Dakota und Chippewa) über einen längeren Zeitraum ihre Spuren darauf hinterlassen haben. Zu berücksichtigen ist auch, dass einige „Graffiti“ möglicherweise neueren Datums sind, zum Beispiel der eingeritzte Name „Thatcher“.
Fest steht, dass die Inschrift kein moderner Hoax ist, da sie nachweislich bereits in schriftlichen Quellen des frühen 17. Jahrhunderts erwähnt wird.
1963 entfernte man den Fels aus dem Flussbett, um weitere Schäden durch Verwitterung und Vandalismus zu verhindern. Er ist heute in einem kleinen Museumsgebäude im nur 0,4 km großen Dighton Rock State Park öffentlich zu besichtigen. Seit 1971 ist der Dighton Rock in der Liste des National Register of Historic Places verzeichnet.